# Desaparición de Melissa Brannen
La desaparición de Melissa Brannen ocurrió el 3 de diciembre de 1989 en los Woodside Apartments de Lorton, Virginia. Era la hija de cinco años de Michael Brannen y Tammy Brannen, una madre divorciada que vivía en el complejo. Desapareció mientras asistía a una fiesta celebrada en el complejo para sus residentes. Caleb Daniel Hughes, un empleado del complejo, fue declarado culpable de secuestro con intención de profanar y condenado a 50 años de prisión. Su cuerpo nunca fue encontrado, nunca se probó que estuviera muerta, y nunca se presentaron cargos de asesinato
La historia de su desaparición fue contada en The FBI Files en el octavo episodio de la primera temporada. También apareció en un episodio de Forensic Files, el quinto episodio de la cuarta temporada, titulado "Inocencia Perdida" 

## Desaparición
El 3 de diciembre de 1989 tenía lugar en el complejo de apartamentos donde Tammy Brannen vivía con su hija Melissa una fiesta de Navidad, con aproximadamente 100 invitados. Cuando se iban de la fiesta, Melissa volvió a entrar para coger unas patatas fritas y no volvió. Cuando no fue encontrada, se sospechó que algo grave podía haberle ocurrido.  Se comenzó una búsqueda casi inmediatamente, con la participación de más de 300 voluntarios. 

## Investigación
El jardinero Caleb Hughes se convirtió en el principal sospechoso esa misma noche a través de los testimonios de los testigos. Múltiples mujeres informaron que Hughes les hizo proposiciones sexuales burdas durante la fiesta, y otras informaron que Hughes había prestado niveles inusuales de atención a los niños de la fiesta, incluyendo a Melissa. La policía visitó su apartamento durante la noche, donde la esposa de Hughes cooperó con la policía. Toda la ropa que Hughes llevaba puesta en el momento de la desaparición fue encontrada en la lavadora de Hughes, incluyendo sus zapatos (con los lados de las suelas cortados, posiblemente para eliminar las pruebas de sangre), su cinturón y una funda para un cuchillo grande. Habían sido puestos inmediatamente allí para ser lavados por el propio Hughes cuando llegó a casa. La policía los incautó como prueba. La policía también se llevó el Honda Civic sedán rojo que Hughes poseía, y examinó el asiento del pasajero en busca de evidencia de fibras. El agente que examinó la declaración en el  polígrafo concluyó que Hughes mostró evidencia de engaño cuando se le preguntó sobre su papel en la desaparición de Melissa. 
La esposa de Hughes, Carol, fue clave en la investigación. Afirmó que este había llegado a casa del trabajo varias horas más tarde de lo usual y también que había hecho un recorrido excesivo para regresar según constaba en el  odómetro de su auto. Su marido explicó que el kilometraje era el resultado de un viaje que había hecho fuera de su recorrido habitual para comprar un paquete de 6 cervezas y que además luego había tomado una ruta más larga para regresar a su casa. Hughes nunca explicó por qué se había desviado de su camino habitual para volver a casa. En cualquier caso, su historia era improbable ya que afirmó haber llegado a casa alrededor de las 12:30 a. m. - las licorerías en Virginia no venden alcohol después de la medianoche según las regulaciones del estado. 
Se extrajeron fibras del asiento delantero del vehículo. Se informó de que la víctima llevaba un vestido de Big Bird comprado en J.C. Penney. Los investigadores obtuvieron un vestido idéntico, y sus fibras fueron comparadas con las encontradas en el asiento del coche de Hughes. Se encontró una coincidencia entre el vestido y las fibras del coche. También se encontraron algunos pelos de un raro abrigo de piel de conejo, usado por Tammy en la fiesta. Esta evidencia apuntaba a la probabilidad de que la víctima hubiera estado sentada en el asiento del pasajero en algún momento de la noche.
Los investigadores estaban casi seguros de que Hughes había matado a Melissa. Aunque la ley de Virginia no exigía que para presentar cargos por asesinato debía hallarse el cuerpo de la víctima, la ley sí que exigía que los fiscales identificasen el lugar del asesinato. A falta de esta prueba, Hughes fue acusado de secuestro con intención de profanar (es decir, secuestro como preludio a un asalto sexual). La prueba de las fibras fue fundamental para establecer este cargo, ya que los fiscales argumentaron que no había ninguna razón inocente para quitarle el abrigo a la chica en el coche y así dejar allí las fibras del vestido. Hughes fue declarado culpable de secuestro el 8 de marzo de 1991 y condenado a 50 años de prisión
Dos hombres sin conexión con el caso de Brannen intentaron extorsionar a la familia a través de una demanda de rescate de 75,000 $.  Los hombres fueron arrestados cuando recogían el rescate. Fueron sentenciados a 7   años 8 meses y 3 años 10 meses.

## Consecuencias
En 1995, se realizó una búsqueda en un lago después de que un trabajador de una compañía eléctrica encontrara una tela roja en el lago. No se encontró ningún cuerpo
Unos ocho años después de la desaparición de Brannen, su madre se volvió a casar. Aunque tomó el apellido de su nuevo marido, Graybill, como propio, mantuvo el nombre Brannen para que su hija, si aún vivía, pudiera contactarla. Graybill ha tenido cuatro hijos con su nuevo marido.
Caleb Daniel Hughes fue liberado el 2 de agosto de 2019, habiendo cumplido 28 años de su sentencia de 50 años.